# Championnat de Cuba de baseball 2008-2009
Navigation
2007-2008 2009-2010
Le Championnat de Cuba de baseball 2008-2009 est la 48e édition de la Serie Nacional de Béisbol, compétition rassemblant l'élite des clubs cubains de baseball. À la surprise générale, les Vaqueros de La Havane enlèvent leur premier titre depuis la refonte du club en 1977,.

## Clubs
| - Ligue Ouest - Groupe A - Pineros de la Isla de la Juventud - Cocodrilos de Matanzas - Metropolitanos Guerreros (La Havane) - Vegueros de Pinar del Río - - Groupe B - Elefantes de Cienfuegos - Vaqueros de La Havane - Leones de Industriales (La Havane) - Gallos de Sancti Spíritus | - Ligue Est - Groupe C - Tinajones de Camagüey - Tigres de Ciego de Ávila - Lenadores de Las Tunas - Naranjas de Villa Clara - - Groupe D - Alazanes de Granma - Indios de Guantánamo - Sabuesos de Holguín - Avispas de Santiago de Cuba |

## Saison régulière

### Zone Ouest
| Groupe A                          | V  | D  | %    | GB |
| Vegueros de Pinar del Río         | 54 | 36 | .600 | -  |
| Pineros de la Isla de la Juventud | 43 | 47 | .478 | 11 |
| Cocodrilos de Matanzas            | 39 | 51 | .433 | 15 |
| Metropolitanos Guerreros          | 33 | 57 | .367 | 21 |

| Groupe B                  | V  | D  | %    | GB |
| Vaqueros de La Havane     | 57 | 33 | .633 | -  |
| Gallos de Sancti Spíritus | 48 | 42 | .533 | 7  |
| Leones de Industriales    | 37 | 53 | .411 | 12 |
| Elefantes de Cienfuegos   | 34 | 56 | .378 | 28 |

### Zone Est
| Groupe C                 | V  | D  | %    | GB |
| Tigres de Ciego de Ávila | 64 | 26 | .711 | -  |
| Naranjas de Villa Clara  | 53 | 37 | .589 | 11 |
| Tinajones de Camagüey    | 41 | 49 | .456 | 23 |
| Lenadores de Las Tunas   | 36 | 54 | .400 | 28 |

| Groupe D                    | V  | D  | %    | GB  |
| Avispas de Santiago de Cuba | 57 | 33 | .633 | -   |
| Sabuesos de Holguín         | 47 | 43 | .522 | 16½ |
| Indios de Guantánamo        | 43 | 47 | .478 | 20  |
| Alazanes de Granma          | 34 | 56 | .378 | 25  |

### Statistiques individuelles

#### Au bâton
| Catégorie        | joueur                     | Stat |
| ---------------- | -------------------------- | ---- |
| Moyenne au bâton | Michel Enríquez (La Isla)  | .401 |
| Points produits  | Alfredo Despaigne (Granma) | 97   |
| Coups de circuit | Alfredo Despaigne (Granma) | 32   |
| Bases volées     | Yoelvis Leiva (Cienfuegos) | 22   |

#### Lanceurs
| Catégorie                 | Joueur                                                           | Stat |
| ------------------------- | ---------------------------------------------------------------- | ---- |
| Moyenne de points mérités | Yadier Pedroso (Ciego de Ávila)                                  | 1.91 |
| Victoires                 | Ismel Jiménez (Sancti Spíritus) Yuliya Sotnikova (Pinar del Río) | 13   |
| Retraits sur prises       | Aroldis Chapman (Holguín)                                        | 130  |
| Sauvetages                | Vladimir García (Ciego de Ávila)                                 | 25   |

## Séries éliminatoires
|  | Quarts de finale | Quarts de finale | Quarts de finale | Quarts de finale |    |             | Demi-finales | Demi-finales | Demi-finales | Demi-finales |  |  | Finale | Finale | Finale | Finale |
|  |                  |                  |                  |                  |    |             |              |              |              |              |  |  |        |        |        |        |
|  |                  |                  |                  |                  |    |             |              |              |              |              |  |  |        |        |        |        |
|  |                  |                  |                  |                  |    |             |              |              |              |              |  |  |        |        |        |        |
|  | B1               | La Havane        | 4                | 4                |    |             |              |              |              |              |  |  |        |        |        |        |
|  | B1               | La Havane        | 4                | 4                |    |             |              |              |              |              |  |  |        |        |        |        |
|  | A2               | La Isla          | 1                | 1                |    |             |              |              |              |              |  |  |        |        |        |        |
|  | A2               | La Isla          | 1                | 1                | B1 | La Havane   | 4            | 4            |              |              |  |  |        |        |        |        |
|  |                  |                  |                  |                  | B1 | La Havane   | 4            | 4            |              |              |  |  |        |        |        |        |
|  |                  |                  | A1               | Pinar del Río    | 2  | 2           |              |              |              |              |  |  |        |        |        |        |
|  | A1               | Pinar del Río    | A1               | Pinar del Río    | 2  | 2           | 4            | 4            |              |              |  |  |        |        |        |        |
|  | A1               | Pinar del Río    |                  |                  |    |             |              | 4            |              |              |  |  |        |        |        |        |
|  | B2               | Sancti Spíritus  | 1                | 1                |    |             |              |              |              |              |  |  |        |        |        |        |
|  | B2               | Sancti Spíritus  | 1                | 1                | B1 | La Havane   | 4            | 4            |              |              |  |  |        |        |        |        |
|  |                  |                  |                  |                  | B1 | La Havane   | 4            | 4            |              |              |  |  |        |        |        |        |
|  |                  |                  | C2               | Villa Clara      | 1  | 1           |              |              |              |              |  |  |        |        |        |        |
|  | D1               | Santiago de Cuba | C2               | Villa Clara      | 1  | 1           | 3            | 3            |              |              |  |  |        |        |        |        |
|  | D1               | Santiago de Cuba |                  |                  |    |             |              |              |              |              |  |  |        |        |        |        |
|  | C2               | Villa Clara      | 4                | 4                |    |             |              |              |              |              |  |  |        |        |        |        |
|  | C2               | Villa Clara      | 4                | 4                | C2 | Villa Clara | 4            | 4            |              |              |  |  |        |        |        |        |
|  |                  |                  |                  |                  | C2 | Villa Clara | 4            | 4            |              |              |  |  |        |        |        |        |
|  |                  |                  | C1               | Ciego de Ávila   | 2  | 2           |              |              |              |              |  |  |        |        |        |        |
|  | C1               | Ciego de Ávila   | C1               | Ciego de Ávila   | 2  | 2           | 4            | 4            |              |              |  |  |        |        |        |        |
|  | C1               | Ciego de Ávila   |                  |                  |    |             |              | 4            |              |              |  |  |        |        |        |        |
|  | D2               | Holguín          | 0                | 0                |    |             |              |              |              |              |  |  |        |        |        |        |
|  | D2               | Holguín          | 0                | 0                |    |             |              |              |              |              |  |  |        |        |        |        |
|  |                  |                  |                  |                  |    |             |              |              |              |              |  |  |        |        |        |        |